# Ljubo Miloš
Ljubomir „Ljubo” Miloš (Bosanski Šamac, 1919. február 25. – Zágráb, 1948. augusztus 20.) horvát köztisztviselő, aki a Független Horvát Állam (NDH) a második világháború alatt az Usztasa tagja volt. Több alkalommal szolgált a jasenovaci koncentrációs tábor parancsnokaként, így felelős volt a háború alatt ott elkövetett különféle atrocitásokért. 1945 májusában elmenekült Jugoszláviából, és Ausztriában keresett menedéket. 1947-ben azzal a szándékkal tért vissza Jugoszláviába, hogy kommunistaellenes felkelést indítson. A jugoszláv hatóságok hamarosan letartóztatták, és háborús bűnökkel vádolták. Milošt a bíróság minden vádpontban bűnösnek találta, és 1948 augusztusában felakasztották.

## Élete és pályafutása
Miloš Bosanski Šamacon született 1919. február 25-én. Az általános iskolát Orašjéban és Bosanski Brodban, a középiskolát pedig Szabadkán végezte. Ezután Szabadkán maradt és önkormányzati jegyzőként dolgozott.
1941. április 6-án a tengelyhatalmak csapatai megszállták Jugoszláviát. A gyengén felszerelt és rosszul képzett Jugoszláv Királyi Hadsereg gyorsan vereséget szenvedett. Az országot ezután feldarabolták, és április 10-én kikiáltották a Független Horvát Államot (horvát rövidítéssel NDH). Az új állam vezetője (a „poglavnik”) a szélsőséges horvát nacionalista, Ante Pavelić lett, aki azelőtt Benito Mussolini Itáliájában száműzetésben élt, és a szélsőséges Usztasa mozgalom vezetője volt. Az NDH szinte kvázi német-olasz protektorátusként az egész mai Horvátországot, a mai Bosznia-Hercegovina egészét és a mai Szerbia egy részét (Kelet-Szerémség) egyesítette. Ezt követően az NDH hatóságai az usztasa milícia vezetésével népirtó politikát folytattak az új állam határain belül élő szerb, zsidó és roma lakosság ellen.
Miloš 1941 júniusában érkezett Zágrábba, ahol találkozott első unokatestvérével, Vjekoslav Luburić usztasa parancsnokkal. Luburić rögtön a jobbkezévé tette, és befolyását arra használta, hogy Miloš pozíciót szerezzen a jasenovaci koncentrációs tábort irányító Usztasa Felügyeleti Szolgálatban (horvátul Ustaška nadzorna služba, UNS). Októberben Miloš táborparancsnoki kinevezést és főhadnagyi rangot kapott. Az 1941. október 15-től 1942. március 15-ig tartó bebörtönzése alatt Miloš volt a felelős Vladimir Maček horvát parasztpárti politikus biztonságáért. Maček egy alkalommal lefekvés előtt, amikor meglátta Milošt keresztet vetett, és megkérdezte tőle, hogy „fél-e Isten büntetésétől” a táborban elkövetett szörnyűségek miatt. Miloš így válaszolt: „Ne mondj nekem semmit. Tudom, hogy a pokolban fogok égni azért, amit tettem. De Horvátországért égek.”
Miloš 1942 elején átkerült a diakovári koncentrációs táborba, majd visszatért Jasenovacba, és tavasszal már ismét táborparancsnoki posztot töltött be. Úgy tűnt, hogy versenyre kelt a tábor többi parancsnokával, hogy megtudja, ki tudja jobban megkínozni és megölni a legtöbb rabot. Miloš gyakran öltözött fehér köpenybe, és a beteg fogvatartottak előtt orvosnak adta ki magát. Időnként elvitte a kórházba jelentkezőket, a falhoz állította őket, és egy vágókéssel elvágta a torkukat. Úgy tűnt, „nagyon büszke” volt erre a „rituális mészárlásra...” Egy szemtanú, Milan Flumiani így emlékezett erre vissza:
„[Amint] tizenheten megérkeztünk Jasenovacra, az usztasák puskatussal megvertek, és bevittek a Téglagyárba, ahol Ljubo Miloš már két csoportot felsorakoztatott, mi pedig különleges harmadik csoportként érkeztünk. Maričić megkérdezte Ljubo Miloštól, „kire célozzak először?”, Miloš pedig azt válaszolta, „ahol van még belőlük”, és mindketten automata géppisztolyt szegeztak az első két csoport 40 emberére, és mindet lelőtték. Ezek után megkérdezte a csoportunk első emberét, hogy miért jött ide, és amikor az a férfi azt válaszolta, hogy bűnös, mert szerbnek született, a helyszínen lelőtte. Aztán kiszemelte Laufert, egy zágrábi ügyvédet, megkérdezte tőle, hogy ki ő, és amikor válaszolt, így szólította meg: „Nagyon szeretem az ügyvédeket, gyere közelebb” -, és azonnal megölte. Aztán megtudta, hogy egy harmadik férfi egy zágrábi orvos, és megparancsolta neki, hogy vizsgálja meg az első két férfit, és állapítsa meg, meghaltak-e. Amikor az orvos megerősítette, hogy igen, a negyedik férfihoz fordult, és amikor megtudta, hogy ő is orvos, „megbocsátott” az egész csoportnak.”
Miloš egy farkaskutyát is nevelt, és arra képezte ki, hogy támadja meg a rabokat. 1942 nyarán Olaszországba utazott, hogy Torinóban elvégezze a rendészeti tanfolyamot, de már tíz nap után visszatért az NDH-hoz. Szeptemberben visszatért Jasenovacra, és elvállalta a táborparancsnok-helyettes szerepét. A Miloš parancsnoksága alatt álló csapatok 1942 októberében razziát tartottak több Jasenovac melletti faluban, számtalan házat kifosztottak, szerb parasztok százait tartóztatták le és deportálták őket a táborokba. Az NDH hatóságai nem sokkal később értesültek a razziákról, és letartóztatták Milošt. Azonban nem volt sokáig börtönben, mivel Luburić 1942. december 23-án elrendelte a szabadon bocsátását. 1943 áprilisában visszatért Zágrábba, ahol a következő év tavaszáig maradt. Szeptemberben a lepoglavai börtön parancsnokává nevezték ki.
A második világháború végére Miloš őrnagyi rangot ért el. 1945. május elején elmenekült Jugoszláviából, és a római katolikus egyház segítségével Ausztrián keresztül a szövetségesek által ellenőrzött Észak-Olaszországba ment. Hamarosan visszatért Ausztriába, és kapcsolatot épített ki ottani horvát emigránsokkal. 1947-ben illegálisan lépte át a jugoszláv-magyar határt azzal a szándékkal, hogy a keresztesek néven ismert antikommunista gerillákkal beszivárogjon Horvátországba. Milošt a jugoszláv hatóságok 1947. július 20-án letartóztatták, háborús bűnökkel vádolták, majd a következő évben bíróság elé állították. Pere során bevallotta, hogy megölte a jasenovaci foglyokat, és azt vallotta, hogy az usztasák már jóval 1941 előtt terveket készítettek a szerbek megsemmisítésére. Milošt 1948. augusztus 20-án minden vádpontban bűnösnek találta, és halálra ítélte a Horvát Népköztársaság Legfelsőbb Bírósága. Még aznap felakasztották Zágrábban.

## Fordítás
Ez a szócikk részben vagy egészben  a   Ljubo Miloš című angol Wikipédia-szócikk ezen változatának fordításán alapul.  Az eredeti cikk szerkesztőit annak laptörténete sorolja fel. Ez a jelzés csupán a megfogalmazás eredetét és a szerzői jogokat jelzi, nem szolgál a cikkben szereplő információk forrásmegjelöléseként.